# James Rizzi
James Rizzi (5. října 1950, Brooklyn, New York City, New York, USA – 26. prosince 2011, New York City, New York, USA) byl americký pop artový malíř. Vystudoval University of Florida v Gainesville na Floridě. Navrhl obal alba Tom Tom Club stejnojmenné hudební skupiny, pro kterou udělal také dva videoklipy. Byl také autorem několika poštovních známek.